# Alzinar menorquí
L'alzinar menorquí és el bosc més important a Menorca i pertany a l'associació vegetal Cyclamini-Quercetum. Es tracta d'un bosc dens i ombrívol dominat per l'alzina (Quercus ilex), un arbre de 10 a 15 metres d'alçària adaptat a suportar condicions de moderada sequedat. L'interior del bosc és molt humit i està ocupat per gran nombre d'arbusts, que formen un sotabosc dens. Una característica de l'alzinar balear és que el sotabosc no és tan espès com el dels alzinars litorals peninsulars. A més, hi manquen determinats arbusts molts característics d'aquell, com el marfull (Viburnum tinus), a causa d'una forta sequera estiuenca.
La presència del sotabosc crea quatre estrats situats a diferents alçades:
- El superior, el formen les capçades de les alzines.
- L'intermedi té una alçària d'entre 1,5 i 3 metres i està format per l'arbocer (Arbutus unedo), el llampúgol (Rhamnus alaternus), el fals aladern (Phyllirea latifolia) i la mata (Pistacea lentiscus).
- A aquests arbusts s'afegeixen plantes enfiladisses i lianes com l'heura (Hedera helix), els didalets o gavarrera (Lonicera implexa), el gatmaimó (Tamus communis) i la vidalba (Clematis cirrhosa).
- Per sota hi ha un altre estrat de 50 a 100 centímetres d'alçària, format per les cireres de Nadal (Ruscus aculeatus), l'esparreguera (Asparagus acutifolius) i la falguera (Asplenium onopteris), entre altres plantes.

Aquesta superposició de capes fa que arribi molt poca llum al sòl i, per tant, l'estrat herbaci és molt pobre. Entre les escasses herbes que es fan a l'alzinar cal destacar la rapa porquera o patata morenera (Cyclamen balearicum) i Carex halleriana var. bracteosa.

## Distribució
De forma natural ocuparia totes les àrees de l'illa amb sòls profunds i ben formats, però actualment només hi ha alzinars de certa extensió als voltants del Toro. A la resta de l'illa se'n troben petites taques relictuals.

## L'acció humana
Tradicionalment, l'ésser humà ha utilitzat l'alzinar com a lloc de pastura dels porcs i per a l'obtenció de carbó vegetal. L'activitat humana ha provocat l'eliminació de part del sotabosc, i ha donat lloc a un procés d'aridificació que ha permès la invasió de l'alzinar per espècies pròpies dels espais molt il·luminats, com el càrritx (Ampelodesmos mauritanica), els pins blancs (Pinus halepensis), el bruc boal (Erica arborea) en terrenys silícics, o el bruc d'hivern (Erica multiflora) en terrenys calcaris. Es crea així un bosc mixt del qual finalment poden acabar desapareixent les alzines. Queda llavors un pinar que a davall té una marina de bruc en terrenys silícics o una marina de xipell i romaní en terrenys calcaris. Aquest és actualment el tipus de bosc més estès a Menorca.